# Нове Чурашево
Нове Чура́шево (рос. Новое Чурашево, чув. Пучинке) — село у складі Ібресинського району Чувашії, Росія. Адміністративний центр Новочурашевського сільського поселення.
Населення — 1447 осіб (2010; 1459 у 2002).
Національний склад:
- чуваші — 99 %